# تجارت گازهای گلخانه‌ای
تجارت گازهای گلخانه‌ای (انگلیسی: Emissions trading) یک رویکرد مبتنی بر بازار برای کنترل آلودگی و مصرف با ارائه انگیزه‌های اقتصادی برای کاهش انتشار آلاینده‌ها است. این مفهوم به عنوان سرپوش و تجارت نیز شناخته می‌شود. تجارت گاز گلخانه‌ای کربن برای CO2 و سایر گازهای گلخانه ای چین، اتحادیه اروپا و سایر کشورها به عنوان ابزاری کلیدی برای کاهش تغییر اقلیم. طرح‌های دیگر شامل گوگرد دی‌اکسید و سایر آلاینده‌ها است.
یک قدرت مرکزی (معمولا در شکل دولتی) مقدار محدودی مجوز برای انتشار مقدار مشخصی آلودگی در مدت زمانی مشخص به انتشاردهنگان آلودگی (مثل شرکت‌ها، کارخانجات و…) می‌فروشند یا اختصاص می‌دهند. آلوده کنندگان موظف‌اند به مقدار انتشارشان دارای مجوز باشند، آنهایی که می‌خواهند سهمیه بیشتری داشته باشند مجبورند از بقیه شرکت‌هایی که حاضرند جواز خود را بفروشند، بخرند. همچنین مشتقات مالی این مجوزها در بازارهای ثانویه معامله می‌شوند.
برنامه‌های «کنترل و تجارت» (CAT)، طرح‌هایی انعطاف‌پذیر با مقررات محیط زیستی می‌باشند. این طرح‌ها به مؤسسه‌ها و بازارها اجازه می‌دهند که در مورد بهترین سیاست‌ها برای رسیدن به اهداف تصمیم بگیرند. در مقابل طرح «دستورالعمل و کنترل» در مقررات محیط زیستی مثل بهترین فناوری موجود (Best Available Technology یا BAT) وجود دارد.
مطالعه ای در سال ۲۰۲۰ میلادی محقق کرد که اتحادیه اروپایی سیستم مبادله انتشار توانسته با موفقیت مقدار انتشار کربن دی‌اکسید را با وجود ارزانی قیمت کربن، کاهش دهد.

## مقدمه

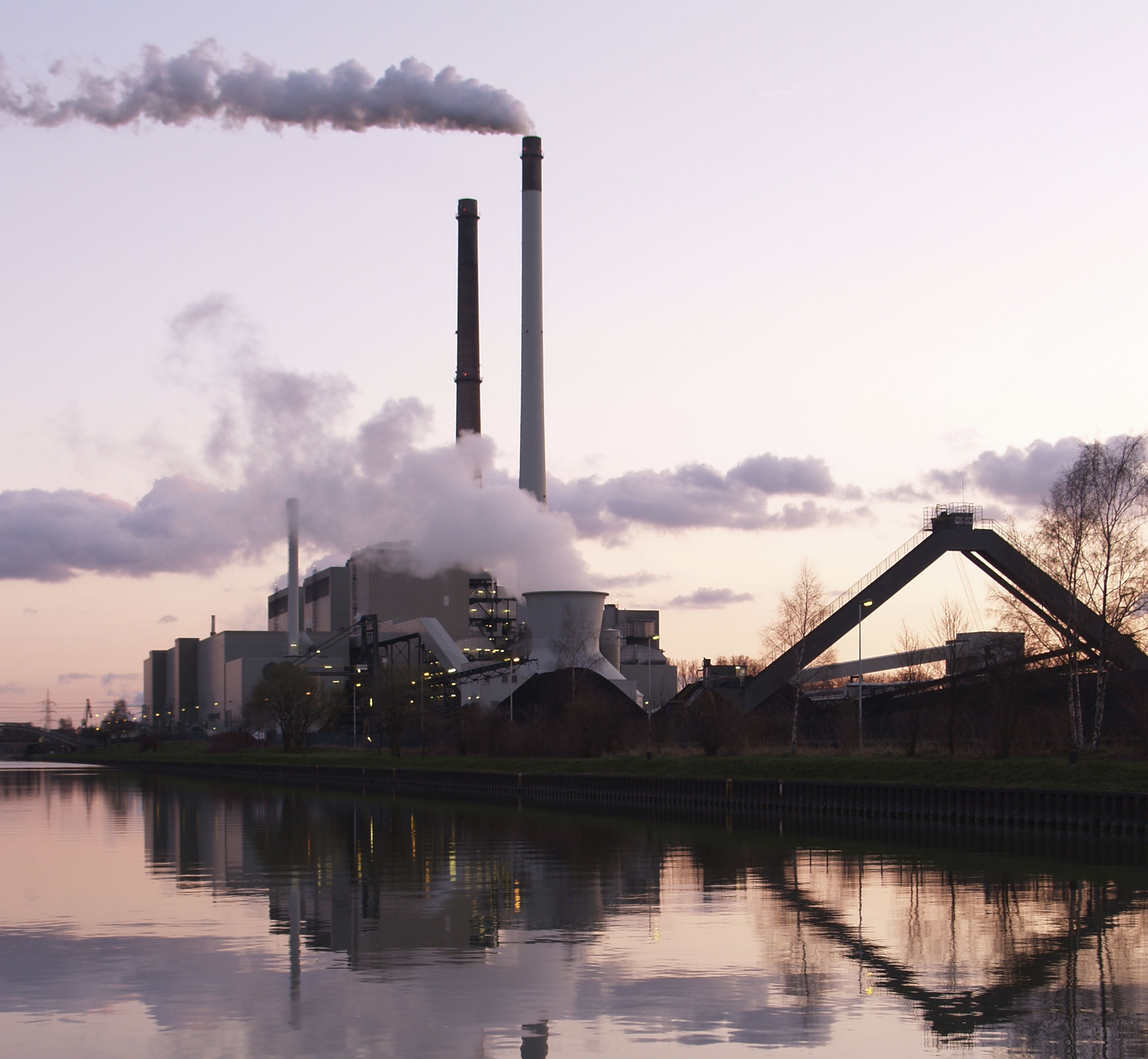
یک نیروگاه زغال سنگ در آلمان. به دلیل تجارت حق انتشار گازهای گلخانه ای، ذغال سنگ ممکن است به عنوان یک سوخت کمتر رقابتی نسبت به سوخت‌های دیگر تبدیل شود.

آلودگی یک نمونه ای بارز از اثرات خارجی بازار است. موارد خارجی (به انگلیسی Externality) اصطلاحی اقتصادی به معنی اثر یک کنش بر یک موجود (شخص) که عضوی از مبادله در بازار نمی‌باشد. مبادله حق انتشار یک رویکرد بازاری برای نمایان کردن آلودگی است. هدف نهایی طرح مبادله حق انتشار حداقل کردن هزینه رسیدن به حد انتشار است.
در یک سیستم تجارت حق انتشار، دولت یک محدودیت کلی در میزان انتشار تعیین می‌کند و مجوزهایی با حق انتشار آن میزان به وجود می‌آورد. دولت ممکن است این مجوزها را بفروشد، اما در بسیاری از طرح‌های حال حاضر، به شرکت‌های انتشار دهنده آلودگی، اجازه نشر آلودگی به اندازه پایه آنان می‌دهد. این پایه بر اساس سابقه انتشار آلودگی آنان در نظر گرفته می‌شود. به زبان ساده‌تر، هر شرکت آلاینده باید حاوی مجوزهایی به اندازه میزان تولید آلودگی‌اش داشته باشد. در صورتی که تمام شرکت‌های از این نوع بر این اساس عمل کنند، کل آلودگی منتشر شده برابر با مقدار اجازهٔ همهٔ های موجود در بازار است. با توجه به اینکه این مجوزها می‌توانند خرید و فروش بشوند، هر شرکت می‌تواند تصمیم بگیرد که دقیقاً چگونه از مجوز حق انتشارش استفاده کند، به عنوان مثال به آن مقدار آلودگی تولید کند (در واقع از میزان آلودگی خود کم کند)، یا کمتر از آن و بقیه حق خود را بفروشد یا اگر نیار به تولید آلودگی بیشتر دارد از بقیه شرکت‌هایی که حاضرند بفروشند، بخرد. از نگاهی دیگر، هر خریدار حق انتشار در مقابل تولید آلودگی بیشتر هزینه‌ای پرداخت می‌کند و فروشنده در ازای تولید کمتر آلودگی آن هزینه را دریافت می‌کند.
در بیشتر طرح‌ها، موسسه‌هایی که آلودگی نشر نمی‌دهند (در عین حال تعهدی هم ندارند) می‌توانند در این بازار نیز مبادله کنند و به خرید و فروش مجوزها بپردازند. در طرح‌هایی دیگر، شرکت‌ها می‌توانند این مجوزها را برای دوره‌های زمانی بعدی ذخیره کنند. در طول زمان بعضی از طرح‌ها باید منقضی شوند، که در نتیجه باعث کاهش خالص تولید آلودگی می‌شود. منطقی است که برخی جنبش‌های محیط زیست این مجوزها را با هدف خارج کردن از بازار خریداری کنند. با توجه به قانون تقاضا، کاهش عرضه این مجوزها در بازار باعث افزایش قیمت مجوزهای باقی مانده می‌شود. در بیشتر طرح‌ها، دارندگان مجوز می‌توانند این مجوزها را به موسسه‌های غیرانتفاعی اهدا کنند و در مقابل شامل کاهش در پرداخت مالیات شوند. معمولاً در طول زمان، دولت‌ها مقدار آلودگی مجاز در این مجوزها را با هدف کلی کاهش آلودگی، کاهش می‌دهند.
با توجه به صندوق محافظت از محیط زیست، کنترل و تجارت (CAT) معقول‌ترین روش از نظر اقتصادی و زیست‌محیطی برای کنترل انتشار گازهای گلخانه‌ای (که دلیل اصلی گرمایش زمین می‌باشند) است. چرا که در این طرح، حدی برای انتشار این گازها به وجود می‌آید (Cap) و در کنارش معامله حق انتشار آن شرکت‌ها را برای انتشار کمتر به نوآوری وادار می‌کند.
«معامله بین‌المللی می‌تواند دامنه ای از مشوق‌های مثبت و منفی برای ترویج مشارکت بین‌المللی در خصوص تغییر آب و هوا ارایه دهد. جواب سه سؤال اساسی زیر راه حلی بر مشارکت سازنده جهانی دربارهٔ اقلیم می‌باشد:
1. چگونه اندازه‌گیری‌های تجاری (Border Adjust Measurements) می‌توانند در اهداف جهانی برای جلوگیری از تغییر اقلیم مؤثر باشند؟
2. از بین UNFCC (اتحادیه ملت‌ها در چارچوب تغییر آب و هوا) و مؤسسه تجارت جهانی (World Trading Organization) یا ترکیبی از هر دو، بهترین مؤسسه برای ارایه بدنه ای از تجارت و آب و هوا کدام است؟
3. چگونه سیاست‌های قوانین فعلی می‌تواند در راستای محافظت از اقلیم باشد؟

گزوه‌ها، شرکت‌ها، ایالات و کشورهای مختلف توانسته‌اند سیستم‌هایی از این گونه برای تجارت برای کاهش تغییر اقلیم ایجاد کنند.
در حال حاضر، برنامه‌های تجارتی زیادی برای گاز گلخانه‌ای که آلوده کننده هوا و تغییر دهنده اقلیم هستند، وجو دارد. واحد این مجوزها با نام «اعتبار کربن» شناخته می‌شوند. بزرگ‌ترین برنامه معامله حق انتشار گازهای گلخانه‌ای، طرح حق انتشار اتحادیه اروپا می‌باشد. که در درجه اول با مجوزهای اتحادیه اروپا (EUA) معامله می‌شود و در درجه‌های بعدی طرح حق انتشار در کالیفرنیا با مجوزهای کربن کالیفرنیا و طرح معاملات انتشارات نیوزلند در واحدهای نیوزلند (NZU) معامله می‌شود.
در ایالات متحده آمریکا یک بازار ملی برای کاهش باران اسیدی و تعداد زیادی بازارهای منطقه ای برای اکسیدهای نیتروژن وجود دارد. کاهش اخیر در انتشار گازهای گلخانه‌ای کالیفرنیا به مبادله اعتبارهای کربنی ارتباطی ندارد بلکه فاکتورهای دیگری مثل سیاست‌های بهره‌وری از انرژی را در بر می‌گیرد. حد انتشار در ایالت کالیفرنیا از حدهای انتشار عادی بیشتر بوده و هست.

## تاریخچه
جامعه جهانی فرایند طولانی ساخت روش‌های داخلی و بین‌المللی مؤثر برای کاهش انتشار گازهای گلخانه‌ای (کربن دی‌اکسید، متان، اکسیدهای نیتروژن، هیدروفلورکربن‌ها و…) در مواجه با گرمایش جهانی و تبعاتش آغاز کرد. این فرایند برای اولین بار در ریو، برزیل در سال ۱۹۹۲ مبلادی هنگامی که ۱۶۰ کشور به UNFCCC به توافق رسیدند، شروع شد. UNFCC یک چارچوبی از اقداملت لازم برای جلوگیری از تغییر آب و هوا، ارایه می‌دهد.
اثر طرح CAT در مقابله با آلودگی هوا برای اولین بار در تحقیقات شبیه‌سازی کامپیوتری از علم اقتصاد خرد در بین سال‌های ۱۹۶۷ تا ۱۹۷۰ میلادی شکل گرفت (توسط آلیسون بورتون و ویلیام سنجور) این مطالعات با استفاده از مدل‌های ریاضی برای شهرهای زیادی از منابع انتشار آلودگی آنان، استفاده کردند هر استراتژی کاهش «کم هزینه‌ترین روش» که توسط یک کامپیوتر طراحی شده بود، مقایسه می‌شود تا ترکیبی از کم هزینه‌ترین روش برای کاهش منابع برای رسیدن به هدف ایجاد شود. در هر مورد (هر شهر) کم هزینه‌ترین روش طبعاً کم هزینه تر از هر روش کاهش آلودگی بود.
توسعه طرح مبادلهٔ انتشار را می‌توان به ۴ مرحله در تاریخ نسبت داد:
1. شکل‌گیری: بیان نظری ابزار (توسط Coase ,[۱۷] Crocker ,[۱۸] Dales ,[۱۹] Montgomery[۲۰] و غیره)
2. اثبات اصل: اولین تحولات در زمینه معامله مجوزهای انتشار بر اساس «مکانیسم جبران» (offset- mechanism) که در جنبش هوای پاک در سال ۱۹۷۷ به کار گرفته شد.[۲۱]
3. نمونه اولیه (آزمایشی): راه اندازی اولین سیستم "cap-and-trade" به عنوان بخشی از برنامه باران اسیدی ایالات متحده
4. شکل‌گیری رژیم: با جهانی شدن از آمریکا به اتحادیه اروپا همراه با وجود انتظاراتی از قبیل ظهور بازار جهانی کربن و شکل‌گیری "صنعت کربن".

## تجارت انتشار در اقتصاد
برای هر کشوری این امکان وجود دارد که انتشار آلودگی را با استفاده از روش کنترل و دستورالعمل (command-and-control) مثل مالیات‌های مستقیم و غیر مستقیم کاهش دهد. این روش به علت منحنی هزینه نهایی کاهش انتشار (Marginal Abatement Cost Curve) برای کشورهای مختلف، متفاوت است. این منحنی هزینه اضافه کردن هر واحد آلاینده را نشان می‌دهد. ممکن است برای چین به اندازه ۲ دلار هزینه از بین بردن یک تن کربن دی‌اکسید باشد، در حالی که در نروژ یا آمریکا بسیار بیشتر است. بازارهای بین‌المللی معامله جواز انتشار برای بهره‌برداری از این بازار به وجود آمده‌اند.

### بازار و کم هزینه‌ترین روش
برخی اقتصادانان به استفاده ابزارهای بازاری مثل طرح مبادله انتشار برای محافظت از محیط زیست در مقابل قوانین دستور العمل و کنترل.این نوع قوانین به خاطر در نظر گرفتن اختلافات جغرافیایی و فناوری نقد می‌شوند و در عین حال غیر موثرند.
بعد از محدود کردن انتشار آلودگی توسط فرآیندی سیاسی در دولت‌ها، شرکت‌ها آزادند که راه کاهش انتشار آلودگی شان انتخاب کنند. دولت‌ها در صورت ناتوانی شرکت‌ها در محدود کردن انتشارشان طبق دستورالعمل مجازات می‌کنند. مثل دریافت غرامت‌هایی که هزینه تولید را برای شزکت‌ها زیاد می‌کنند. بنگاه‌ها معمولاً کم هزینه‌ترین روش برای مطابقت با قوانین آلودگی انتخاب می‌کنند.
در یک سیستم مبادله انتشار، هر شرکت آلاینده شامل قانون شده و انعطاف پزیری این را دارد که مقرون به صرفه‌ترین ترکیب از خرید یا فروش مجوزهای انتشار را انتخاب کند، مثل کم کردن آلودگی با استفاده از فناوری‌های سبزتر (تمیزتر)، یا کم کردن آلودگی با کم کردن کلی تولید. مقرون به صرفه‌ترین استراتژی بستگی به منحنی کاهش هزینه نهایی و قیمت بازار یمجوزها دارد. روی کاغذ، انتخاب هر شرکت باید از نظر اقتصادی تخصیص کارآمد از کم کردن آلودگی و هزینه انطباق و وفق سازی کمتر برای بنگاه‌ها و اقتصاد در کل باشد.

#### بازارهای مجوز انتشار
در معامله مجوزهای انتشار (گازهای گلخانه‌ای)، هر واحد مجوز معادل حق انتشار یک تن کربن دی‌اکسید(CO2) است. نام‌های دیگر این واحد اعتبار کربن (Carbon Credits)، واحدهای کیوتو (Kyoto Units) واحدهای با اندازه مشخص (AAU)، واحدهای کاهش انتشار و… است. این مجوزها می‌توانند خصوصی یا بین‌المللی در یک قیمت غالب بازاری، معامله شوند.

#### بازارهای آلودگی
هر مجوز حق انتشار، مستقیماً نشان می‌دهد که هر شخص یا شرکت چه مقدار آلودگی می‌تواند در یک بازه زمانی، منتشر کند. در مقابل، هر مجوز انتشار آلودگی یرای مکان مشخصی که صادر می‌شود نشان دهدنه این است که از آن منطقه از یک مقدار مشخصی، آلودگی بیشتری تولید نمی‌شود: برای شفاف سازی به مدل زیر توجه کنید.
- به اندازه n مأمور وجود دارد که هر کدام به اندازه e مجوز انتشار آلودگی منتشر می‌کند.
- به اندازه m منطقه وجود دارند که حاوی آلودگی به اندازه q هستند.
- آلودگی بدست آمده ترکیب خطی از آنتشار آلودگی هاست. ارتباط بین e و q توسط ماتریس انتشاری H تعریف می‌گردد، یعنی: {\displaystyle q=H\cdot e} .

برای مثال، فرض کنید سه کشور به‌طور مساوی کنار یک رودخانه قرار گرفته‌اند:
- آلودگی در کشور بالاتر فقط با انتشار همان کشور تعیین می‌شود: {\displaystyle q_{1}=e_{1}} .
- آلودگی در کشور میانی با انتشار خود و با انتشار کشور اول تعیین می‌شود: {\displaystyle q_{2}=e_{1}+e_{2}} .
- آلودگی در پایین‌ترین کشور برابر با مجموع کل انتشارات است: {\displaystyle q_{3}=e_{1}+e_{2}+e_{3}} .

#### نشتی کربن
نشت کربن (Carbon Leakage) نشان دهنده اثری است که مقررات انتشار گازهای گلخانه‌ای در یک کشور به انتشار کشورهای دیگر می‌گذارد، که طبق آن مقررات عمل نمی‌کنند.
در پروتکل کیوتو، کشورهای که عضو UNFCCC هستند مجبورند که بر روی انتشارات خود حدی قایل شوند و کشورهایی که عضو نیستند در نشتی کربن در نظر گرفته نمی‌شوند. نرخ نشتی معادل با مقدار کربن دی‌اکسید انتشار داده شده بیرون کشورهایی است که مقررات دارند تقسیم بر کاهش انتشارات داخل این کشورها، می‌باشد. در این حال، نشتی که نرخی بزرگتر از 100{\displaystyle \%} داشته باشند به معنای این است که کارهایی که برای کاهش انتشارات در داخل کشورها تأثیر مستقیم بر افزایش انتشارات در کشورهای دیگر داشته‌است.
برآورد نرخ نشتی تحت پروتکل کیوتو بین ۵ تا ۲۰ درصد است که منجر به کاهش رقابت در قیمت می‌شود، اما در هر حال این نرخ‌ها کاملاً دقیق نیستند

### قیمت‌ها درمقابل مقادیر و دریچه اطمینان
مباحثه طولانی مدتی دربارهٔ استفاده از قیمت یا مقدار به عنوان وسیله اصلی برای رسیدن به اهداف اصلی در کاهش انتشار آلودگی وجود دارد.
در نظر گرفتن یک حد انتشار برای یک سیستم معامله گواهینامه‌های انتشار، قطعاً از جنس «مقدار» می‌باشد چون مقدار کل انتشار را در نظر گرفته و اجازه می‌دهد که قیمت آن متفاوت باشد (بر اساس بازار تعیین شود) نا اطمینانی دربارهٔ شرایط عرضه و تقاضا در آینده بازار (بازار نوسانی) به علاوهٔ مقدار مشخصی از جوازهای انتشار آلودگی، یک نا اطمینانی دیگر را در آینده دربردارد و صنایع باید با این شرایط نوسانی مدارا کنند. مسولیت یک بازار نوسانی در این شرایط بر عهده صنعت است تا مراکز کنترل (دولت) حد و مرز انتشار آلودگی، که در کل موثرترند. با این وجود، در شرایط یک بازار پرنوسان، این قدرت دولت‌ها که توانایی انتخاب حد و مرز برای مجوزها را دارند یاعث به وجود آمدن هویت‌های «برنده» و «بازنده» در بازار می‌شود که زمینه‌ای برای فساد است.
در مقابل، مالیات انتشار (Emission Tax) وسیله ای است از جنس قیمت، چرا که هنگامی که حد انتشار می‌تواند تغییر کند (با توجه با فعالیت‌های سیاسی)، مشخص می‌شود. یک معضلی که در این نوع مالیات وجود دارد این است که خروجی زیست‌محیطی مشخصی ندارد. در یک سو مالیات، سرمایه را از صنعت خارج و به فعالیت‌های مفید اقتصادی تزریق می‌کند اما در سوی دیگر شرکت‌های آلوده کننده باید برای نا اطمینانی‌ها در آینده وجود دارد، ذ نیازی نیست آماده باشند چرا که مقدار مالیات با سود آنان هماهنگ می‌شود. مسولیت یک بازار نوسانی که بر دوش دولت (مراکز کنترل مالیات) است تا خود صنعت. یک مزیت این نوع بازار این است که با یک نرخ مالیات ثابت و بازار نوسانی، نهاد مالیاتی (یعنی دولت) قادر به انتخاب «برنده» و «یازنده» نیست و در کل زمینه کمتری برای فساد فراهم می‌کند.
با فرض آرمانی اینکه هیچ فسادی وجود ندارد و در عین حال دولت به عنوان مرکز کنترل و صنعت هر دو به یک اندازه برای بازار نوسانی موثرند، بهترین راه حل بستگی به حساسیت قیمت‌های کاهش انتشار دارد، در مقابل سودهایی که ارایه می‌دهد (مثل تغییر تکردن اقلیم) هنگامی که حد انتشار متفاوت است.

## بازار کربن
معامله مجوزهای انتشار کربن مشخصا برای انتشار کربن دی‌اکسید تعریف شده‌است (به ازای هر تن CO2) و در حال حاضر بیشتر بازار مجوزهای انتشاری را در بر می‌گیرد. این یکی از راه‌هایی است که کشورها می‌توانند دست به دست یکدیگر بدهند و طبق پروتکل کیوتو انتشار کربن و گرمایش جهانی را کاهش دهند.

### روند بازار
معامله می‌تواند مستقیماً بین خریداران و فروشندگان صورت بگیرد. از طریق راه‌های زیاد تبادل یا واسطه مالی موجود در بازار کربن. قیمت این مجوزها توسط عرضه و تقاضا مشخص می‌شود. به اندازه ۴۰ میلیون مجوز در روز معامله می‌شوند. در سال ۲۰۱۲ میلادی، ۷٫۹ میلیارد مجوز به اندازه ارزش بازار ۵۶ میلیلارد یورویی معامله شد.